# Carena de Santa Cecília
La Carena de Santa Cecília és una serra situada al municipi de Navès (Solsonès), amb una elevació màxima de 1.009,6 metres.